# Potwór w szafie
Potwór w szafie (ang.  Monster in the Closet, 1986) – komediowy horror amerykańskiej wytwórni filmowej Troma. Został napisany i następnie nakręcony przez Boba Dahlina.
W filmie, w swych wczesnych rolach dziecięcych, wystąpili Paul Walker i Stacy Ferguson. Pojawili się w nim także starsi, uznani aktorzy − Claude Akins, Howard Duff i John Carradine.
Internetowa strony GotchaMovies.com okrzyknęła Potwora w szafie 8. najlepszym slasherem młodzieżowym w historii filmowego horroru.

## Opis fabuły
Film opowiada o tytułowym potworze z szafy, który wciąga do niej swoje ofiary i zabija je. Z początku podejrzewa się, że ludzie padają ofiarą węża, gdyż mają na swoim ciele ukąszenia tego typu, jakie pozostawia to zwierzę. Z czasem okazuje się, że są w błędzie. Bohaterowie próbują zabić potwora na każdy możliwy sposób, jednak wszystkie ich próby kończą się porażką. W pewnym momencie jedna z postaci dochodzi do pewnego wniosku. Pojawia się na antenie telewizji i przemawia do wszystkich widzów, aby zniszczyli szafy na całym świecie.

## Obsada
| - Donald Grant jako Richard Clark - Denise DuBarry jako profesor Diane Bennett - Claude Akins jako szeryf Sam Ketchem - Howard Duff jako ojciec Finnegan - Henry Gibson jako dr. Pennyworth - Donald Moffat jako generał Turnbull - Paul Dooley jako Roy | - John Carradine jako stary Joe Shempter - Jesse White jako Ben - Frank Ashmore jako Scoop - Paul Walker jako „Profesor” Bennett - Stella Stevens jako Margo - Stacy Ferguson jako Lucy - Kevin Peter Hall jako Potwór |

## Realizacja
Film, choć nakręcony w roku 1983, nie został wydany aż do '87. Zdjęcia powstawały w Kalifornii, na terenie Los Angeles − między innymi w śródmieściu, dzielnicy Chinatown, na University of Southern California czy przy Historic Carroll Street.